# 萬聖節大作戰
《萬聖節大作戰》是由Double Fine Productions開發及由THQ發佈的冒險遊戲及角色扮演遊戲。遊戲中，玩家會操縱一個小孩與其雙胞胎於萬聖夜去不給糖就搗蛋，但其中一人被怪物擄去。而玩家須環遊鄰里，收集不同物品，獲取糖果並與怪物戰鬥。小孩的服裝於戰鬥中亦有用，其功能為將小孩轉變為服裝相對的怪物和物件並進行戰鬥。這個遊戲於2010年10月20日發佈，其平台為Xbox Live Arcade和PlayStation Network。而以電腦為平台的遊戲則於下一年始發佈。

## 劇情
《萬聖節大作戰》劇情被設定於萬聖節當晚。一對新遷入鎮的雙胞胎—雷諾（Reynold）和溫（Wren）因對環境陌生，其母因此建議二人一起去認識鄰里和新朋友。而玩家則要選擇其中一個雙胞胎作為主角。被玩家選中的角色會裝成機械人，而沒被玩家選中的角色則要裝成一粒糖果的模樣。而沒被玩家選中的角色更會被一怪物擄去。被玩家選中的角色因此要拯救他的雙胞胎。

## 遊戲

在戰鬥中，主角們會變身成他們穿著的服裝的模樣，並能擊敗敵人。

《萬聖節大作戰》的遊戲蘊含了冒險遊戲的探險元素和電子角色扮演遊戲的角色成長元素。在遊戲的探險部分中，玩家可以隨意控制角色探索鄰里，向鄰居索取糖果，並擊敗怪物。在探索鄰里時，玩家需要尋找關於自己失蹤雙胞胎的線索，並盡量收集糖果。
當玩家遭遇敵人時，遊戲便會切換至戰鬥模式。在戰鬥模式中，主角們便會變身成他們穿著的服裝的模樣，例如穿著紙皮機器人服裝的角色，在戰鬥時便會變成一個巨大的藍色機器人。在戰鬥期間，玩家可以下達三個指令，分別是攻擊、防禦和特技。每套服裝的技能也不同。當玩家在戰鬥中勝出後，玩家便能獲得一些糖果、經驗值和隨機物品。這些糖果可以用來購買「郵票」，而這些郵票能夠提升角色的能力。

## 評價
《萬聖節大作戰》主要獲得正面的評價。評論家主要讚揚其獨特性和魅力，但就批評其陳舊的遊戲機制。1up給予此遊戲A-等級，指稱讚其樸實的遊戲模式和引人注目的設計，但就批評其鏡頭問題。GameRankings分別給予此遊戲的Xbox 360版本和PlayStation 3版本79%和77.78%的分數。Metacritic則分別給予此遊戲的Xbox 360版本和PlayStation 3版本74/100和77/100的分數。Game Informer給予此遊戲6/10分，並指出此遊戲過程無聊，根本不適合任何年齡階層的玩家。GameSpot給予此遊戲7/10分，讚揚其視覺設計、幽默和服裝系統，但就批評其戰鬥系統和展出問題。IGN則給予此遊戲7.5/10分，盛讚其設計和音樂，但就認為遊戲過程仍須改善。
此遊戲獲《PlayStation官方雜誌》授予「PSN2010年度遊戲」獎。此遊戲亦獲斯派克電視遊戲獎頒予「2010年最佳下載遊戲」獎。